# 조엘 거트너

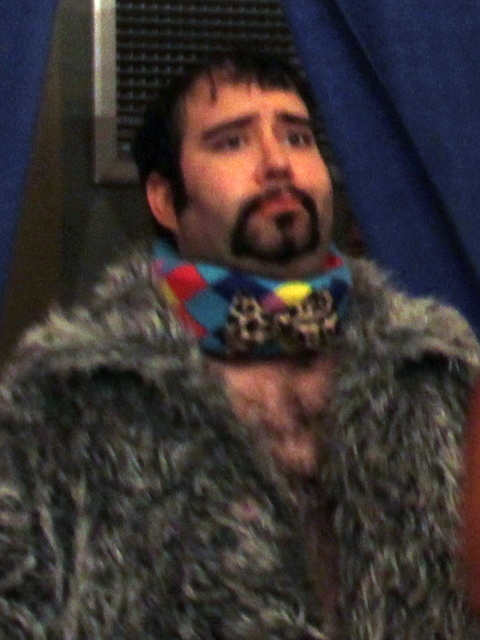

조엘 거트너(Joel Gertner, 1975년 9월 20일 ~ )는 미국의 프로레슬링 남자 아나운서다. 더들리 보이즈의 원년 멤버였다. 링네임은 스터들리 더들리(Studley Dudley)